# Nuoto ai Giochi della XI Olimpiade - 400 metri stile libero maschili
La competizione 400 metri stile libero maschili di nuoto dei Giochi della XI Olimpiade si è svolta nei giorni dal 10 al 12 agosto 1936 al Berlin Olympic Swim Stadium

## Risultati

### Batterie
10 agosto 1936 ore 15:15
I primi due di ogni serie più i due migliori tempo degli esclusi furono ammessi alle semifinali.
| Pos. | Atleta         | Nazione     | Tempo  |
| ---- | -------------- | ----------- | ------ |
| 1    | Hiroshi Negami | Giappone    | 4'52"6 |
| 2    | John Macionis  | Stati Uniti | 4'57"1 |
| 3    | Heinz Arendt   | Germania    | 4'57"2 |
| 4    | Árpád Lengyel  | Ungheria    | 4'57"7 |
| 5    | Edmund Pader   | Austria     | 5'16"9 |
| 6    | Robert Hooper  | Canada      | 5'17"2 |

| Pos. | Atleta         | Nazione       | Tempo  |
| ---- | -------------- | ------------- | ------ |
| 1    | Bob Leivers    | Gran Bretagna | 4'57"2 |
| 2    | Otto Przywara  | Germania      | 5'11"7 |
| 3    | Aage Hellstrøm | Danimarca     | 5'18"2 |
| 4    | João Havelange | Brasile       | 5'31"5 |

| Pos. | Atleta            | Nazione       | Tempo  |
| ---- | ----------------- | ------------- | ------ |
| 1    | Shōzō Makino      | Giappone      | 4'51"3 |
| 2    | Ralph Flanagan    | Stati Uniti   | 4'54"7 |
| 3    | Norman Wainwright | Gran Bretagna | 5'03"6 |
| 4    | Bob Hamerton      | Canada        | 5'13"3 |
| 5    | Jørgen Jørgensen  | Danimarca     | 5'17"8 |
| 6    | István Angyal     | Ungheria      | 5'20"9 |
| 7    | Werner Lehmann    | Svizzera      | 5'36"8 |

| Pos. | Atleta            | Nazione       | Tempo  |
| ---- | ----------------- | ------------- | ------ |
| 1    | Ödön Gróf         | Ungheria      | 4'59"4 |
| 2    | Hans Freese       | Germania      | 5'03"1 |
| 3    | Heikki Hietanen   | Finlandia     | 5'08"9 |
| 4    | William Pearson   | Gran Bretagna | 5'12"7 |
| 5    | Aluizio Lage      | Brasile       | 5'18"3 |
| 6    | Washington Guzmán | Cile          | 5'19"1 |
| 7    | Franz Seltenheim  | Austria       | 5'38"3 |

| Pos. | Atleta        | Nazione   | Tempo  |
| ---- | ------------- | --------- | ------ |
| 1    | Shunpei Uto   | Giappone  | 4'45"5 |
| 2    | Jean Taris    | Francia   | 4'53"9 |
| 3    | Bob Pirie     | Canada    | 4'56"0 |
| 4    | Poul Petersen | Danimarca | 5'20"3 |
| 5    | Edmund Cooper | Bermuda   | 5'53"8 |

| Pos. | Atleta         | Nazione     | Tempo  |
| ---- | -------------- | ----------- | ------ |
| 1    | Jack Medica    | Stati Uniti | 4'55"9 |
| 2    | Walter Ledgard | Perù        | 5'05"5 |
| 3    | Piet Stam      | Paesi Bassi | 5'07"8 |
| 4    | Manoel Villar  | Brasile     | 5'18"2 |
| 5    | Hans Brenner   | Svizzera    | 5'33"8 |

### Semifinali
11 agosto 1936 ore 10:00
I primi tre di ogni serie più il miglior tempo degli esclusi furono ammessi alla finale.
| Pos. | Atleta         | Nazione     | Tempo  |
| ---- | -------------- | ----------- | ------ |
| 1    | Shunpei Uto    | Giappone    | 4'48"4 |
| 2    | Ralph Flanagan | Stati Uniti | 4'49"9 |
| 3    | Hiroshi Negami | Giappone    | 4'55"4 |
| 4    | John Macionis  | Stati Uniti | 4'56"4 |
| 5    | Hans Freese    | Germania    | 4'58"5 |
| 6    | Bob Pirie      | Canada      | 4'58"7 |
| 7    | Ödön Gróf      | Ungheria    | 5'01"9 |

| Pos. | Atleta         | Nazione       | Tempo  |
| ---- | -------------- | ------------- | ------ |
| 1    | Shōzō Makino   | Giappone      | 4'48"2 |
| 1    | Jack Medica    | Stati Uniti   | 4'48"2 |
| 3    | Jean Taris     | Francia       | 4'53"6 |
| 4    | Bob Leivers    | Gran Bretagna | 4'55"7 |
| 5    | Heinz Arendt   | Germania      | 5'13"4 |
| 6    | Otto Przywara  | Germania      | 5'14"9 |
| -    | Walter Ledgard | Perù          | DNS    |

### Finali
12 agosto 1936 ore 15:30
| Pos.    | Atleta         | Nazione       | Tempo  |
| ------- | -------------- | ------------- | ------ |
| Oro     | Jack Medica    | Stati Uniti   | 4'44"5 |
| Argento | Shunpei Uto    | Giappone      | 4'45"6 |
| Bronzo  | Shōzō Makino   | Giappone      | 4'48"1 |
| 4       | Ralph Flanagan | Stati Uniti   | 4'52"7 |
| 5       | Hiroshi Negami | Giappone      | 4'53"6 |
| 6       | Jean Taris     | Francia       | 4'53"8 |
| 7       | Bob Leivers    | Gran Bretagna | 5'00"9 |